# Denis Jamet
Denis Jamet (Jamay) (décédé le 26 février 1625 à Montargis) est un missionnaire franciscain qui a joué un rôle certain dans l'établissement ecclésiastique catholique en Nouvelle-France. Il fut aussi le premier religieux à célébrer une messe sur l'île de Montréal.

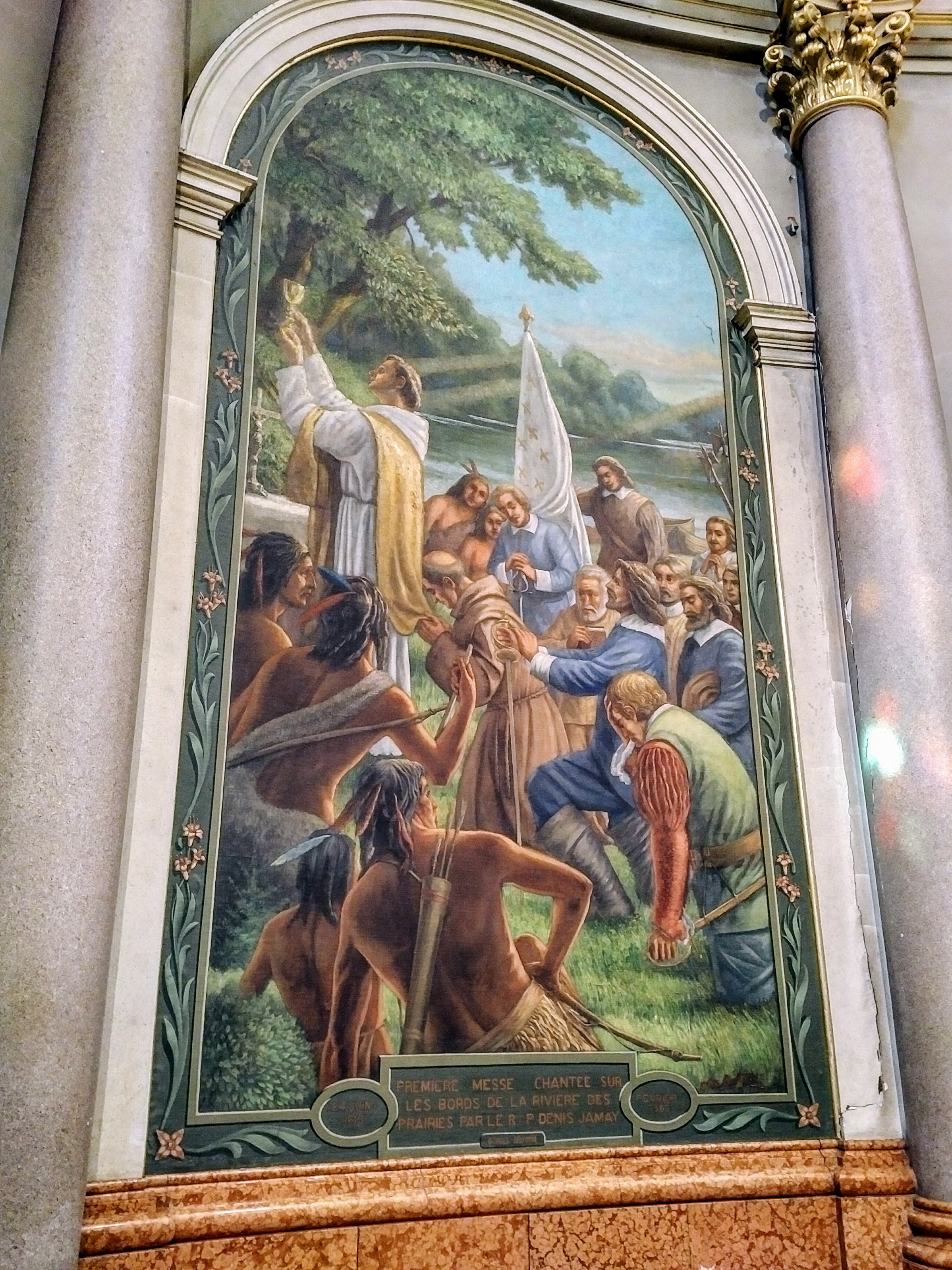
Première messe chantée sur les bords de la rivière des Prairies par le R. P. Denis Jamay, 24 juin 1615. Peinture à l'intérieur de la basilique Marie-Reine-du-Monde à Montréal, février 1908 par Georges Delfosse.